# Comunitat de municipis del País de Belle-Isle-en-Terre
La Comunitat de municipis del País de Belle-Isle-en-Terre (en bretó Kumuniezh kumunioù Bro Benac'h) és una estructura intercomunal francesa, situada al departament de les Costes d'Armor a la regió Bretanya, al País de Guingamp. Té una extensió de 172,57 kilòmetres quadrats i una població de 5.934 habitants (2008).

## Composició
Agrupa 7 comunes :
1. Belle-Isle-en-Terre
2. La Chapelle-Neuve (Costes del Nord)
3. Gurunhuel
4. Loc-Envel
5. Louargat
6. Plougonver
7. Tréglamus